# Serbski-instituut

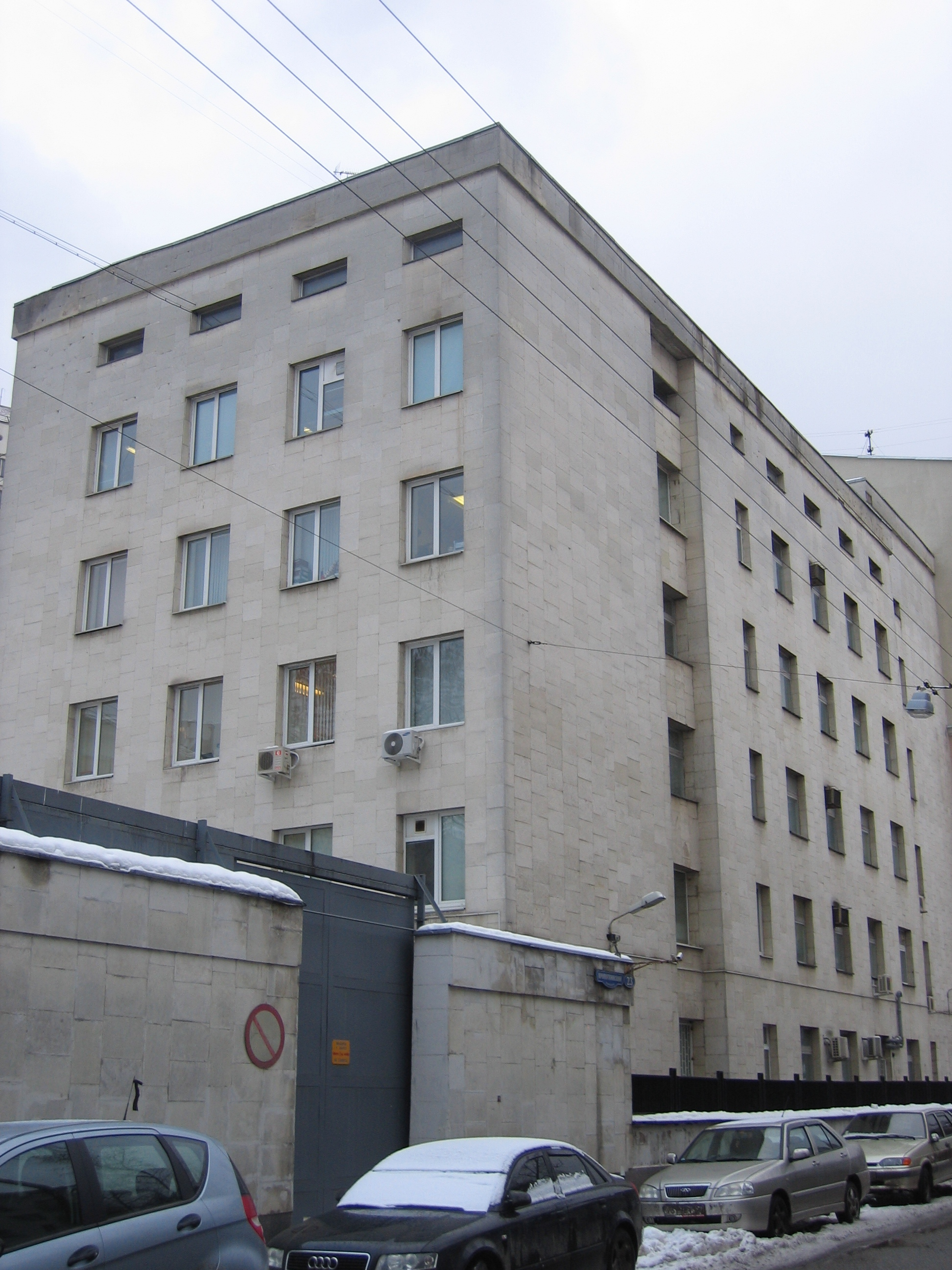
Een van de gebouwen van het Serbski-instituut

Het Serbski-instituut (voluit het Staatswetenschappelijk centrum voor sociale- en gerechtspsychiatrie V.P. Serbski, in het Russisch: Государственный научный центр социальной и судебной психиатрии им. В. П. Сербского) is een psychiatrisch ziekenhuis in Moskou en het belangrijkste centrum voor forensische psychiatrie in Rusland.
Het instituut werd in 1921 opgericht en draagt de naam van Vladimir Serbski, een Russische pionier op het gebied van de forensische psychiatrie.
In de tijd van de Sovjet-Unie was het instituut berucht omdat daar dissidenten werden vastgehouden en gemarteld omdat ze vanwege hun tegen de staat gerichte denkbeelden voor gek werden verklaard.
Na de val van de Sovjet-Unie bleef het instituut bestaan en kwam het in opspraak vanwege corruptie, waarbij psychiaters verdachten tegen betaling ontoerekeningsvatbaar verklaarden.